# 더 레이트 레이트 쇼 위드 크레이그 퍼거슨
《더 레이트 레이트 쇼 위드 크레이그 퍼거슨》(The Late Late Show with Craig Ferguson)은 CBS에서 2005년 1월 3일부터 2014년 12월 19일까지 방영된 심야 토크 · 버라이어티 프로그램이다. 크레이그 퍼거슨이 진행하였다.